# Хаџовићи
Хаџовићи (алб. Haxhaj) су место у општини Пећ, на Косову и Метохији. Према попису становништва из 2011. насеље више нема становника.
У јуну 1983. овде је одржана свечаност поводом почетка радова на електрификацији 13 руговских села.

## Становништво
Према званичним пописима, Хаџовићи су имали следећи број становника:
| Демографија | Демографија | Демографија |
| Година      | Становника  | Становника  |
| ----------- | ----------- | ----------- |
| 1948.       | 171         |             |
| 1953.       | 163         |             |
| 1961.       | 152         |             |
| 1971.       | 131         |             |
| 1981.       | 89          |             |
| 1991.       | 109         |             |
| 2011.       | 0           |             |